# Moucherolle jaunâtre
Empidonax flavescens
Pour les articles homonymes, voir Moucherolle jaunâtre (homonymie).
Espèce
Statut de conservation UICN

 LC  : Préoccupation mineure
Le Moucherolle jaunâtre (Empidonax flavescens) est une espèce de passereaux appartenant à la famille des Tyrannidae.

## Sous-espèces
Selon la classification de référence du Congrès ornithologique international (15.1, 2025) il se répartit en trois sous-espèces (ordre phylogénique) :
- Empidonax flavescens imperturbatus Wetmore, 1942 — sierra de los Tuxtlas ;
- Empidonax flavescens salvini Ridgway, 1886 — hauts-plateaux du Chiapas au Nicaragua ;
- Empidonax flavescens flavescens Lawrence, 1865 — cordillère de Talamanca.